# 게조역
게조역(일본어: 下条駅)은 일본 니가타현 도카마치시에 위치한 동일본 여객철도 이야마 선의 철도역이다. 단선 승강장 1면 1선의 구조를 갖춘 지상역이다.

## 역 주변
- 국도 제117호선
- 도카마치 시청 게조 출장소

## 역사
- 1927년 11월 15일 : 도카마치 선 · 에치고이와사와 - 도카마치 간 개업과 함께 개설.
- 1944년 6월 1일 : 이야마 선으로 개칭.
- 1982년 11월 1일 : 무인화.
- 1987년 4월 1일 : 일본국유철도 분할 민영화에 의해, 동일본 여객철도가 승계.

## 인접 역
| 동일본 여객철도 이야마 선           | 동일본 여객철도 이야마 선 | 동일본 여객철도 이야마 선          |
| ----------------------------------- | ------------------------- | ---------------------------------- |
| 우오누마나카조 나가노 · 도요노 방면 | ■ 이야마 선               | 에치고이와사와 에치고카와구치 방면 |